# جنون سرعت: تعقیب شدید ۲
جنون سرعت: تعقیب شدید ۲ (به انگلیسی: Need for Speed: Hot Pursuit 2) یا به اختصار NFS6 یا NFS: HP2 یا Hot Pursuit 2، یک بازی ویدئویی در سبک مسابقه‌ای و ششمین قسمت از مجموعه بازی‌های جنون سرعت است، که توسط شرکت الکترونیک آرتس منتشر شده‌است. این بازی در تاریخ ۳۰ سپتامبر ۲۰۰۲ عرضه شده و سازنده آن ای‌ای بلک باکس است.

## بازتاب‌ها
| گردآورنده  | امتیاز        |
| ---------- | ------------- |
| گیم‌رنکینگز | (پی‌اس۲)۸۸.۰۱٪ |
| متاکریتیک  | (پی‌اس۲)۸۹/۱۰۰ |

| ناشر       | امتیاز |
| ---------- | ------ |
| گیم رولیشن | A-     |
| گیم‌اسپات   | ۸.۵/۱۰ |
| گیم‌اسپای   | ۸۹/۱۰۰ |
| آی‌جی‌ان     | ۹/۱۰   |